# Seven de Nueva Zelanda 2009
El Seven de Nueva Zelanda de 2009 fue la décima edición del torneo de rugby 7 y el tercer torneo de la temporada 2008-09 de la Serie Mundial Masculina de Rugby 7.
Se disputó en la instalaciones del Westpac Stadium de Wellington.

## Fase de grupos

### Grupo A
| Equipo    | Encuentros | Encuentros | Encuentros | Encuentros | Tantos  | Tantos    | Tantos     | Puntos |
| Equipo    | jugados    | ganados    | empatados  | perdidos   | a favor | en contra | diferencia | Puntos |
| --------- | ---------- | ---------- | ---------- | ---------- | ------- | --------- | ---------- | ------ |
| Kenia     | 3          | 2          | 0          | 1          | 57      | 50        | +7         | 7      |
| Sudáfrica | 3          | 2          | 0          | 1          | 63      | 27        | +36        | 7      |
| Tonga     | 3          | 1          | 0          | 2          | 40      | 58        | -18        | 5      |
| Escocia   | 3          | 1          | 0          | 2          | 34      | 59        | -25        | 5      |

Nota: Se otorgan 3 puntos al equipo que gane un partido, 2 al que empate y 1 al que pierda

### Grupo B
| Equipo        | Encuentros | Encuentros | Encuentros | Encuentros | Tantos  | Tantos    | Tantos     | Puntos |
| Equipo        | jugados    | ganados    | empatados  | perdidos   | a favor | en contra | diferencia | Puntos |
| ------------- | ---------- | ---------- | ---------- | ---------- | ------- | --------- | ---------- | ------ |
| Nueva Zelanda | 3          | 2          | 0          | 1          | 86      | 54        | +32        | 7      |
| Gales         | 3          | 2          | 0          | 1          | 79      | 51        | +28        | 7      |
| Australia     | 3          | 2          | 0          | 1          | 65      | 58        | +7         | 7      |
| Niue          | 3          | 0          | 0          | 3          | 34      | 101       | -67        | 3      |

### Grupo C
| Equipo     | Encuentros | Encuentros | Encuentros | Encuentros | Tantos  | Tantos    | Tantos     | Puntos |
| Equipo     | jugados    | ganados    | empatados  | perdidos   | a favor | en contra | diferencia | Puntos |
| ---------- | ---------- | ---------- | ---------- | ---------- | ------- | --------- | ---------- | ------ |
| Argentina  | 3          | 2          | 1          | 0          | 63      | 43        | +20        | 8      |
| Inglaterra | 3          | 2          | 0          | 1          | 65      | 30        | +35        | 7      |
| Canadá     | 3          | 0          | 2          | 1          | 36      | 63        | -27        | 5      |
| Francia    | 3          | 0          | 1          | 2          | 43      | 71        | -28        | 4      |

### Grupo D
| Equipo         | Encuentros | Encuentros | Encuentros | Encuentros | Tantos  | Tantos    | Tantos     | Puntos |
| Equipo         | jugados    | ganados    | empatados  | perdidos   | a favor | en contra | diferencia | Puntos |
| -------------- | ---------- | ---------- | ---------- | ---------- | ------- | --------- | ---------- | ------ |
| Fiyi           | 3          | 2          | 0          | 1          | 84      | 20        | +64        | 7      |
| Estados Unidos | 3          | 2          | 0          | 1          | 73      | 36        | +37        | 7      |
| Samoa          | 3          | 2          | 0          | 1          | 43      | 41        | +2         | 7      |
| Islas Cook     | 3          | 0          | 0          | 3          | 5       | 108       | +103       | 3      |

## Fase Final

### Cuartos de final
| 7 de febrero | Kenia | 10 - 7 | Gales |  |  |

| 7 de febrero | Fiyi | 10 - 31 | Inglaterra |  |  |

| 7 de febrero | Argentina | 24 - 14 | Estados Unidos |  |  |

| 7 de febrero | Nueva Zelanda | 7 - 0 | Sudáfrica |  |  |

### Semifinal
| 7 de febrero | Kenia | 0 - 26 | Inglaterra |  |  |

| 7 de febrero | Argentina | 7 - 10 | Nueva Zelanda |  |  |

### Final
| 7 de febrero | Inglaterra | 19 - 17 | Nueva Zelanda |  |  |

| Bandera de Inglaterra  |
| Campeón Inglaterra     |
| 1º título del circuito |